# Lê Quang Liêm
Lê Quang Liêm (Ho Chi Minh, 13 marzo 1991) è uno scacchista vietnamita, Grande maestro.
Ha ottenuto il titolo di Grande maestro in ottobre 2006, all'età di 15 anni.
Il suo successo più prestigioso è stato il Campionato del Mondo Blitz di Chanty-Mansijsk vinto nel 2013.
Ha partecipato con il Vietnam a sette edizioni delle olimpiadi dal 2006 al 2018 realizzando 33 vittorie, 35 pareggi e 7 sconfitte.
Nella lista Elo di agosto 2023 ha raggiunto il suo record personale con 2740 punti, 15º al mondo e primo nel suo paese.

## Principali risultati
2005
In luglio ha vinto il campionato del mondo under 14 di Belfort.
2008
In agosto-settembre ha vinto il torneo 1st Dragon Capital Vietnam con 7/9. 
2009

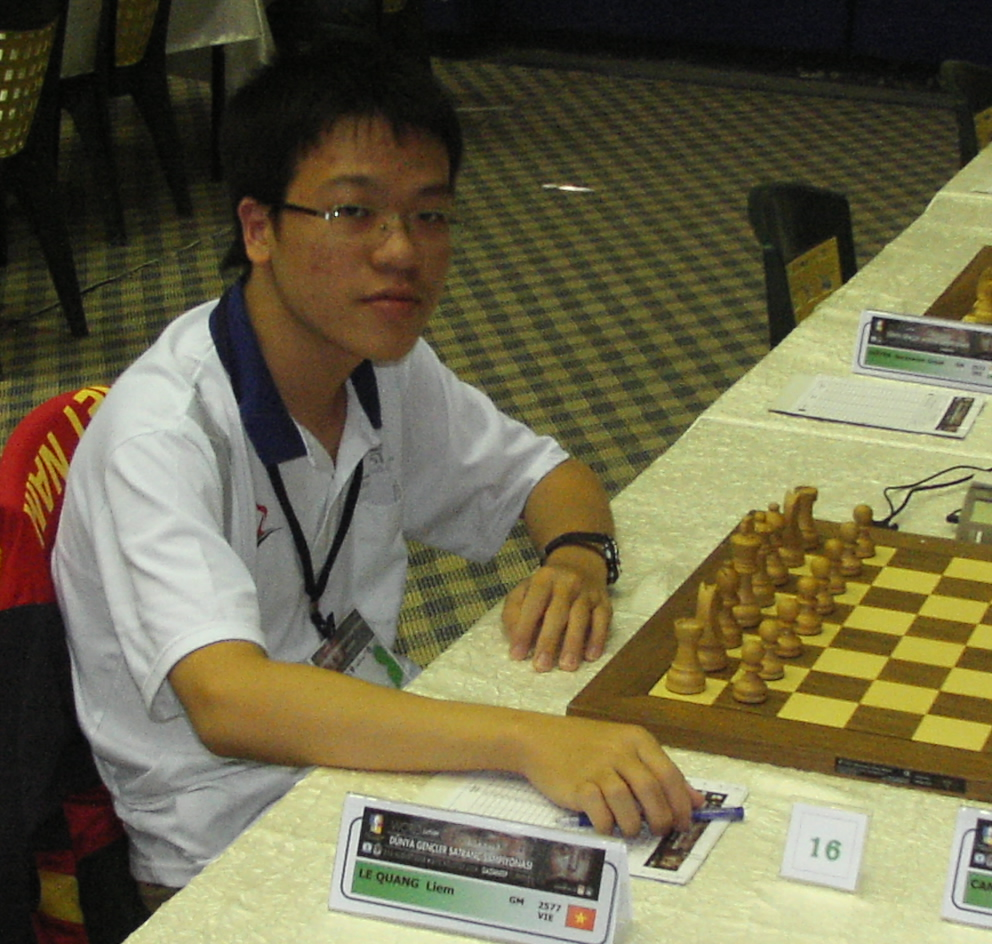
Lê Quang Liêm nel 2008

In settembre ha vinto il Kolkata open di Calcutta con 8/10, davanti a 34 grandi maestri.
2010
In febbraio 2010 ha vinto l'Open Aeroflot di Mosca con 7/9, davanti a 75 grandi maestri. Nel marzo dello stesso anno ha vinto il campionato assoluto del Vietnam, mentre in luglio con 5,5 su 10 giunge 2º nel Torneo di Dortmund a un punto dal vincitore, l'ucraino Ruslan Ponomarëv.
2011
In gennaio si è classificato 4º al Gruppo B del torneo di Wijk aan Zee. In febbraio 2011 ha vinto per la seconda volta l'open Aeroflot di Mosca, per spareggio tecnico su Nikita Vitjugov e Evgenij Tomaševskij; In maggio ha vinto, alla pari con Vasyl' Ivančuk, il 46º Capablanca Memorial a L'Avana.; in ottobre a Lubbock vince la sua prima Spice Cup.
2013

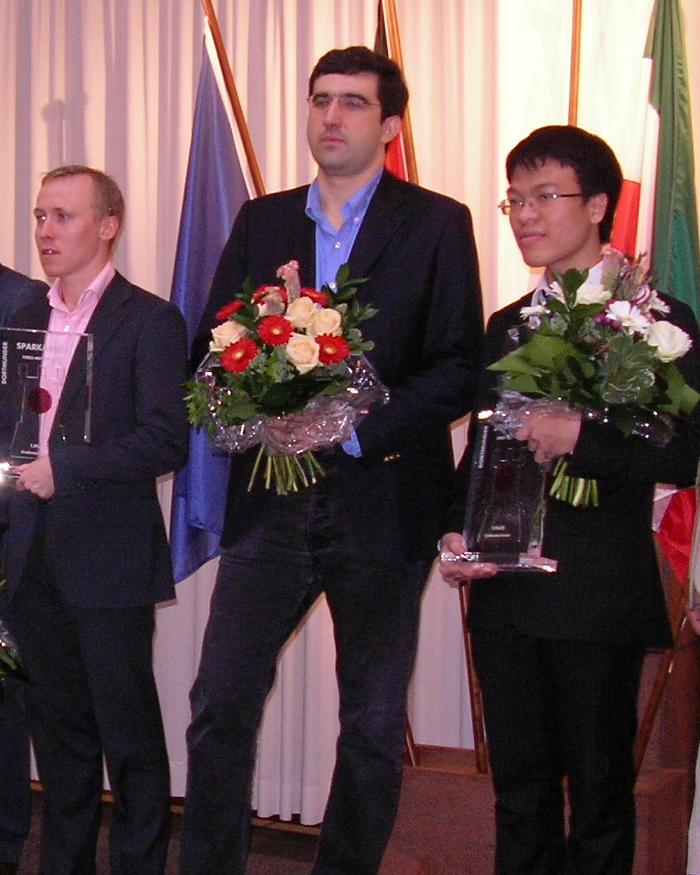
Durante la premiazione del Torneo di Dortmund 2010 assieme a Ruslan Ponomariov (1º) e Vladimir Kramnik (3º)

In giugno ha vinto a Chanty-Mansijsk il Campionato del mondo di scacchi lampo.
2015
In ottobre, a Las Vegas è arrivato alla finale del 2º Millionaire Chess Open dove ha perso in finale con Hikaru Nakamura per 1,5 - 0,5 ; nello stesso mese a St. Louis vince la sua seconda Spice Cup
2017
In marzo a Ho Chi Minh vince la 7th HDBank Cup International Open Chess.
2019
In gennaio a Burlingame vince a pari merito con il Grande Maestro russo Andrey Stukopin il Bay Area International Open con il punteggio di 7 su 9.
In giugno vince a Xingtai il Campionato Asiatico individuale da imbattuto con 7 punti su 9. Nello stesso mese vince a Saint Louis il Summer Chess Classic con 6 punti su 10. In luglio vince il World Open con 7,5 punti su 9, battendo nella partita Armageddon di spareggio Jeffery Xiong.
2022
In luglio vince il Torneo di Biel-Bienne davanti al russo Andrej Esipenko.
2023
In luglio vince per la seconda volta il Torneo di Biel-Bienne.
2024
In luglio vince per la terza volta il Torneo di Biel-Bienne.